# أحمد أمين (ممثل)
أحمد سيد أمين (11 يوليو 1980), كوميديان مصري، ممثل، مؤلف ومقدم برامج، خريج كلية الفنون الجميلة. عمل في الكثير من المجالات الفنية كالتأليف والتمثيل والإخراج والرسوم المتحركة، واكتسب شهرته الحقيقة من خلال فيديوهات قصيرة عبر الإنترنت حققت انتشارًا واسعًا، والتي عُرفت باسم (30 ثانية), والتي كان يسخر خلالها من الكثير من الأشياء. وكانت محطته الثانية وهي الأهم في (برنامج البلاتوه) والذي يُعرض على قناة النهار الفضائية.

## نشأته
هو الابن الأصغر بين إخوته، ولد في دولة الكويت لظروف عمل والديه، ثم استقر في مصر ليتم سنوات تعليمه المختلفة، ويلتحق بكلية الفنون الجميلة، بدأ عمله في مجال صحافة الطفل، ثم مؤلفاً لسلاسل من الرسوم المتحركة للأطفال (بسنت و دياسطي) و (القبطان عزوز)، ثم مقدماً لفيديوهات (30 ثانية) على شبكة الإنترنت ومن بعدها مقدماً وممثلاً في برنامج (البلاتوه). وقدم أول أدواره بالتلفزيون في مسلسل الوصية  حيث شارك الممثل أكرم حسني البطولة ولفت المتابعين بأدائه الكوميدي في دور (سمسم) كما قام بأداء دور الدكتور (رفعت إسماعيل) في مسلسل ما وراء الطبيعة الذي عرض مؤخراً على نتفلكس.

## حياته الفنية
بدأت معرفة الجمهور ب«أمين» في (2015) من خلال فيديوهات «30 ثانية» والتي لفتت الأنظار لموهبته رغم ضعف أو انعدام الإنتاج المستخدم لتقديم تلك الفيديوهات التي انتشرت على صفحات التواصل الاجتماعي في شغف وشوق الجمهور لهذا النوع من الكوميديا الحياتية، ومن بعدها برنامج البلاتوه (2016/2017) والذي قدم من خلال مواسمه المختلفة العديد من المشاهد والأغاني الكوميدية متناولا المواضيع اليومية المختلفة للأسرة المصرية بطريقة حازت على إعجاب الكثيرين، وعاد أمين بعد توقف برنامجه البلاتوه ليطل على جمهوره من خلال مسلسل الوصية (2018) بدور (سمسم).
أطل «أمين» على جمهوره كضيف شرف في أعمال مثل مسلسل (خلصانة بشياكة) 2017، فيلم الكنز 2017، كما قام بتقديم حفل تقديم جوائز السينما العربية ACA  2016 في مونولوج ساخر لفت إليه الأنظار.
وبعدها في عام 2020 ظهر بدور البطولة باسم د.رفعت إسماعيل في مسلسل ما وراء الطبيعة أحد مسلسلات شبكة نيتفليكس Netflix الأصلية، والذي أثار ضجة كأحد أكثر المسلسلات العربية رواجا على الشبكة الأمريكية.

## نشاطات خيرية
أظهر دعمه لمؤسسة بهية لسرطان الثدي، كما ظهر في أكثر من حملة دعائية لأكثر من مؤسسه خيرية.

## الجوائز والتكريم
- جائزة أفضل برنامج كوميدي مهرجان الفضائيات العربية  2017.
- جائزة أفضل برنامج كوميدي من اتحاد المنتجين العرب عن برنامجه البلاتوه 2017.

## أعماله كممثل

### الأفلام
- 2017: الكنز في دور المونولوجست
- 2019: نادي الرجال السري - ضيف شرف في دور دفراوي
- 2021: برا المنهج - ضيف شرف في دور والد الطفل
- 2023: البطة الصفرا - ضيف شرف في دور منتصر

### المسلسلات
- 2017: خلصانة بشياكة - ضيف شرف في دور وجدي
- 2018: الوصية في دور سمسم
- 2019: بدل الحدوتة تلاتة - ضيف شرف في دور البلياتشو عبد الحليم (بومبة)
- 2020: ما وراء الطبيعة - أول مسلسل عربي من إنتاج نتفليكس في دور رفعت إسماعيل
- 2022: جزيرة غمام في دور البطولة بشخصية الشيخ عرفات.
- 2023: مسلسل الصفارة
- 2024:مسلسل بابا جه - ضيف شرف ظهر في الحلقه التاسعه في دور خالد
- 2025:مسلسل النص دور البطولة شخصية عبد العزيز النص

### المسرحيات
- 2019: أمين وشركاه - مجموعة من العروض المسرحية يناقش من خلالها مجموعة من سلوكيات المواطن المصري في قالب كوميدي

### البرامج
- 2015: البريك
- 2016 - 2017: البلاتوه - 3 مواسم
- 2020 : أمين وشركاه

### المسلسلات الإذاعية
- 2017: بابي سيتر
- 2021 : جمال كازوزه

## أعماله كمؤلف

### الرسوم المتحركة
- 2005: سكر وبنجر - سيناريو
- 2007: كوكب كراكيب
- 2008 - 2011: بسنت ودياسطي - 3 أجزاء
- 2009 - 2011: القبطان عزوز - الجزء الأول والثالث
- 2018: الكابتن عزوز (ج1)

### الأفلام
- 2010: مدن الترانزيت

### البرامج
- 2011: رحماء بينهم
- 2016 - 2017: البلاتوه - 3 مواسم - إشراف عام على الكتابة

### المسرحيات
- 2019: أمين وشركاه - إشراف عام على الكتابة

## وصلات خارجية
- أحمد أمين على موقع IMDb (الإنجليزية)
- أحمد أمين على موقع الدهليز
- أحمد أمين على موقع قاعدة بيانات الأفلام العربية
- أحمد أمين على موقع قاعدة بيانات الفيلم (الإنجليزية)
- لقاء خاص مع الإعلامي الساخر أحمد أمين "الجزء الأول" على يوتيوب